# Alexander Schwarzman
Pour les articles homonymes, voir Schwarzmann.
Alexander Schwarzman (russe : Александр Шварцман), né le 18 septembre 1967 à Moscou, est un grand-maître international au jeu de dames international ainsi qu'aux dames russes et brésiliennes de nationalité israélienne depuis 2023. Il est connu pour son style créatif, plus particulièrement pour ses sacrifices positionnels.

## Palmarès
- Champion du monde (jeu de dames international) : 1998, 2007, 2009, 2017 et 2021 ;
- Champion du monde (dames brésiliennes) 1987, 1989, 1993, 1996, 1997 et 2008 ;
- Champion d'Europe 2012 ;
- Champion d'URSS (nl) (dames internationales) en 1991 ;
- Champion de Russie (dames internationales) 1993, 1996, 2003, 2004 et 2008 ;
- Champion de Russie (dames russes) 1987, 1989, 1993, 1996 et 1997.

Schwarzman est le seul joueur de dames à être grand-maître à la fois aux dames internationales, russes et brésiliennes.

## Match contre Maximus
Le 14 avril 2012, Alexander Schwarzman, déjà triplement champion du monde, sort vainqueur d'un match officiel contre le programme Maximus, du Néerlandais Jan Jaap van Horssen, qui venait de gagner l'Olympiade sportive de la pensée informatique 2011. Schwarzman gagne une des six parties du match et annule les cinq autres. Maximus utilisait une base de fin de partie à six pièces et moins, contenant 28 milliards de positions. L'ordinateur était un Intel core i7-3930K à 3.2 GHz, six cœurs avec hyperthreading et 32 gigabytes de mémoire. Sa profondeur de recherche était de 24.5 ply. Chaque seconde la machine évaluait 23 357 000 positions et elle calculait en moyenne près de quatre minutes par coup,.